# Svájc a 2014. évi téli olimpiai játékokon
Svájc az oroszországi Szocsiban megrendezett 2014. évi téli olimpiai játékok egyik részt vevő nemzete volt. Az országot az olimpián 12 sportágban 163 sportoló képviselte, akik összesen 11 érmet szereztek.

## Érmesek
| Érem  | Versenyző | Sportág   | Versenyszám                 |
| ----- | --- | --------- | --------------------------- |
| Arany | Sandro Viletta | Alpesisí  | Férfi összetett             |
| Arany | Dominique Gisin | Alpesisí  | Női lesiklás                |
| Arany | Beat Hefti Alex Baumann | Bob       | Férfi kettes                |
| Arany | Dario Cologna | Sífutás   | Férfi 15 km                 |
| Arany | Dario Cologna | Sífutás   | Férfi 30 km                 |
| Arany | Iouri Podladchikov | Snowboard | Férfi halfpipe              |
| Arany | Patrizia Kummer | Snowboard | Női parallel giant slalom   |
| Ezüst | Selina Gasparin | Biatlon   | Női 15 km egyéni indításos  |
| Ezüst | Nevin Galmarini | Snowboard | Férfi parallel giant slalom |
| Bronz | Lara Gut | Alpesisí  | Női lesiklás                |
| Bronz | Nemzeti válogatott Janine Alder Livia Altmann Sophie Anthamatten Laura Benz Sara Benz Nicole Bullo Romy Eggimann Sarah Forster Angela Frautschi Jessica Lutz Julia Marty Stefany Marty Alina Müller Katrin Nabholz Evelina Raselli Florence Schelling Lara Stalder Phoebe Stanz Anja Stiefel Nina Waidacher | Jégkorong | Női                         |

## Alpesisí
Férfi
| Versenyző         | Versenyszám            | 1. futam      | 1. futam      | 2. futam      | 2. futam      | Összesítés    | Összesítés    |
| Versenyző         | Versenyszám            | Idő           | Hely.         | Idő           | Hely.         | Idő           | Helyezés      |
| ----------------- | ---------------------- | ------------- | ------------- | ------------- | ------------- | ------------- | ------------- |
| Carlo Janka       | Lesiklás               |               |               |               |               | 2:06,71       | 6.            |
| Carlo Janka       | Óriás-műlesiklás       | 1:22,52       | 9.            | 1:24,52       | 19.           | 2:47,04       | 13.           |
| Carlo Janka       | Szuperóriás-műlesiklás |               |               |               |               | 1:20,01       | 22.           |
| Beat Feuz         | Lesiklás               |               |               |               |               | 2:07,49       | 13.           |
| Beat Feuz         | Szuperóriás-műlesiklás |               |               |               |               | 1:20,65       | 27.           |
| Didier Défago     | Lesiklás               |               |               |               |               | 2:07,79       | 14.           |
| Didier Défago     | Óriás-műlesiklás       | nem ért célba | nem ért célba | kiesett       | kiesett       | kiesett       | kiesett       |
| Didier Défago     | Szuperóriás-műlesiklás |               |               |               |               | nem ért célba | nem ért célba |
| Patrick Küng      | Lesiklás               |               |               |               |               | 2:07,82       | 15.           |
| Patrick Küng      | Szuperóriás-műlesiklás |               |               |               |               | 1:19,38       | 12.           |
| Daniel Yule       | Műlesiklás             | 48,38         | 12.           | kizárták      | kizárták      | kiesett       | kiesett       |
| Justin Murisier   | Műlesiklás             | 49,92         | 33.           | nem ért célba | nem ért célba | kiesett       | kiesett       |
| Ramon Zenhaeusern | Műlesiklás             | 51,01         | 39.           | 58,39         | 19.           | 1:49,40       | 19.           |
| Luca Aerni        | Műlesiklás             | nem ért célba | nem ért célba | kiesett       | kiesett       | kiesett       | kiesett       |
| Mauro Caviezel    | Óriás-műlesiklás       | 1:23,58       | 23.           | 1:26,17       | 34.           | 2:49,75       | 28.           |
| Gino Caviezel     | Óriás-műlesiklás       | 1:25,45       | 35.           | 1:24,95       | 22.           | 2:50,40       | 30.           |

| Versenyző      | Versenyszám | Lesiklás | Lesiklás | Műlesiklás    | Műlesiklás    | Összesítés | Összesítés |
| Versenyző      | Versenyszám | Idő      | Hely.    | Idő           | Hely.         | Idő        | Helyezés   |
| -------------- | ----------- | -------- | -------- | ------------- | ------------- | ---------- | ---------- |
| Carlo Janka    | Összetett   | 1:54,42  | 9.       | 52,46         | 11.           | 2:46,88    | 8.         |
| Beat Feuz      | Összetett   | 1:54,46  | 10.      | 53,29         | 15.           | 2:47,75    | 15.        |
| Mauro Caviezel | Összetett   | 1:54,75  | 13.      | nem ért célba | nem ért célba | kiesett    | kiesett    |
| Sandro Viletta | Összetett   | 1:54,88  | 14.      | 50,32         | 2.            | 2:45,20    |            |

Női
| Versenyző                     | Versenyszám            | 1. futam      | 1. futam      | 2. futam | 2. futam | Összesítés    | Összesítés    |
| Versenyző                     | Versenyszám            | Idő           | Hely.         | Idő      | Hely.    | Idő           | Helyezés      |
| ----------------------------- | ---------------------- | ------------- | ------------- | -------- | -------- | ------------- | ------------- |
| Dominique Gisin               | Lesiklás               |               |               |          |          | 1:41,57       | *             |
| Dominique Gisin               | Óriás-műlesiklás       | 1:19,99       | 11.           | 1:19,59  | 19.      | 2:39,58       | 10.           |
| Dominique Gisin               | Szuperóriás-műlesiklás |               |               |          |          | nem ért célba | nem ért célba |
| Lara Gut                      | Lesiklás               |               |               |          |          | 1:41,67       |               |
| Lara Gut                      | Óriás-műlesiklás       | 1:20,54       | 16.           | 1:18,10  | 2.       | 2:38,64       | 9.            |
| Lara Gut                      | Szuperóriás-műlesiklás |               |               |          |          | 1:26,25       | 4.            |
| Fabienne Suter                | Lesiklás               |               |               |          |          | 1:41,94       | 5.            |
| Fabienne Suter                | Óriás-műlesiklás       | 1:22,07       | 28.           | 1:19,99  | 25.      | 2:42,06       | 26.           |
| Fabienne Suter                | Szuperóriás-műlesiklás |               |               |          |          | 1:26,89       | 7.            |
| Marianne Kaufmann-Abderhalden | Lesiklás               |               |               |          |          | nem ért célba | nem ért célba |
| Fränzi Aufdenblatten          | Szuperóriás-műlesiklás |               |               |          |          | 1:26,79       | 6.            |
| Denise Feierabend             | Műlesiklás             | 55,80         | 15.           | 53,67    | 22.      | 1:49,47       | 17.           |
| Michelle Gisin                | Műlesiklás             | 1:00,73       | 38.           | 56,39    | 27.      | 1:57,12       | 28.           |
| Wendy Holdener                | Műlesiklás             | nem ért célba | nem ért célba | kiesett  | kiesett  | kiesett       | kiesett       |
| Wendy Holdener                | Óriás-műlesiklás       | nem ért célba | nem ért célba | kiesett  | kiesett  | kiesett       | kiesett       |

| Versenyző                     | Versenyszám | Lesiklás      | Lesiklás      | Műlesiklás    | Műlesiklás    | Összesítés | Összesítés |
| Versenyző                     | Versenyszám | Idő           | Hely.         | Idő           | Hely.         | Idő        | Helyezés   |
| ----------------------------- | ----------- | ------------- | ------------- | ------------- | ------------- | ---------- | ---------- |
| Marianne Kaufmann-Abderhalden | Összetett   | nem ért célba | nem ért célba | kiesett       | kiesett       | kiesett    | kiesett    |
| Dominique Gisin               | Összetett   | 1:44,01       | 10.           | 52,11         | 11.           | 2:36,12    | 5.         |
| Lara Gut                      | Összetett   | 1:43,15       | 2.            | nem ért célba | nem ért célba | kiesett    | kiesett    |
| Denise Feierabend             | Összetett   | 1:46,03       | 24.           | 51,68         | 6.            | 2:37,71    | 12.        |

* - egy másik versenyzővel azonos eredményt ért el

## Biatlon
Férfi
| Versenyző                                                  | Versenyszám            | Időeredmény | Lövőhiba    | Helyezés |
| ---------------------------------------------------------- | ---------------------- | ----------- | ----------- | -------- |
| Serafin Wiestner                                           | 10 km sprint           | 26:10,2     | 2 (1+1)     | 40.      |
| Serafin Wiestner                                           | 12,5 km üldözőverseny  | 39:48,1     | 7 (2+1+3+1) | 57.      |
| Benjamin Weger                                             | 10 km sprint           | 27:00,5     | 1 (1+0)     | 63.      |
| Benjamin Weger                                             | 20 km egyéni indításos | 54:54,5     | 4 (1+1+1+1) | 48.      |
| Simon Hallenbarter                                         | 20 km egyéni indításos | 54:52,2     | 1 (1+0+0+0) | 47.      |
| Ivan Joller                                                | 20 km egyéni indításos | 56:40,6     | 3 (0+1+1+1) | 67.      |
| Claudio Böckli                                             | 20 km egyéni indításos | 58:19,2     | 4 (1+1+0+2) | 79.      |
| Claudio Böckli Ivan Joller Serafin Wiestner Benjamin Weger | 4 × 7,5 km váltó       | 1:16:15,8   | 0+10        | 14.      |

Női
| Versenyző                                                    | Versenyszám            | Időeredmény   | Lövőhiba    | Helyezés |
| ------------------------------------------------------------ | ---------------------- | ------------- | ----------- | -------- |
| Elisa Gasparin                                               | 7,5 km sprint          | 21:38,2       | 0 (0+0)     | 8.       |
| Elisa Gasparin                                               | 10 km üldözőverseny    | 32:42,8       | 5 (2+1+1+1) | 31.      |
| Elisa Gasparin                                               | 12,5 km tömegrajtos    | nem ért célba | 1 (0+1)     | –        |
| Elisa Gasparin                                               | 15 km egyéni indításos | 48:46,9       | 3 (1+1+1+0) | 33.      |
| Selina Gasparin                                              | 7,5 km sprint          | 21:46,5       | 1 (0+1)     | 13.      |
| Selina Gasparin                                              | 10 km üldözőverseny    | 30:59,1       | 2 (0+0+1+1) | 15.      |
| Selina Gasparin                                              | 12,5 km tömegrajtos    | 36:54,9       | 2 (0+1+1+0) | 9.       |
| Selina Gasparin                                              | 15 km egyéni indításos | 44:35,3       | 0 (0+0+0+0) |          |
| Irene Cadurisch                                              | 15 km egyéni indításos | 49:01,0       | 1 (0+0+1+0) | 37.      |
| Aita Gasparin                                                | 15 km egyéni indításos | 52:14,9       | 5 (1+3+1+0) | 62.      |
| Selina Gasparin Elisa Gasparin Aita Gasparin Irene Cadurisch | 4 × 6 km váltó         | 1:12:34,3     | 0+9         | 9.       |

Vegyes
| Versenyző                                                        | Versenyszám  | Időeredmény | Lövőhiba | Helyezés |
| ---------------------------------------------------------------- | ------------ | ----------- | -------- | -------- |
| Elisa Gasparin Selina Gasparin Benjamin Weger Simon Hallenbarter | Vegyes váltó | 1:13:33,9   | 0+9      | 12.      |

## Bob
Férfi
| Versenyző                                            | Versenyszám | 1. futam | 1. futam | 2. futam | 2. futam | 3. futam | 3. futam | 4. futam | 4. futam | Összesítés | Összesítés |
| Versenyző                                            | Versenyszám | Idő      | Hely.    | Idő      | Hely.    | Idő      | Hely.    | Idő      | Hely.    | Idő        | Helyezés   |
| ---------------------------------------------------- | ----------- | -------- | -------- | -------- | -------- | -------- | -------- | -------- | -------- | ---------- | ---------- |
| Alex Baumann Beat Hefti*                             | Kettes      | 56,46    | 4.       | 56,68    | =3.      | 56,26    | 2.       | 56,65    | 3.       | 3:46,05    |            |
| Jürg Egger Rico Peter*                               | Kettes      | 56,96    | 13.      | 56,68    | =3.      | 56,60    | 7.       | 56,72    | 6.       | 3:46,96    | 8.         |
| Alex Baumann Jürg Egger Beat Hefti* Thomas Lamparter | Négyes      | 55,21    | 9.       | 55,34    | 3.       | 55,60    | =8.      | 55,60    | =9.      | 3:41,75    | 6.         |

Női
| Versenyző                   | Versenyszám | 1. futam | 1. futam | 2. futam | 2. futam | 3. futam | 3. futam | 4. futam | 4. futam | Összesítés | Összesítés |
| Versenyző                   | Versenyszám | Idő      | Hely.    | Idő      | Hely.    | Idő      | Hely.    | Idő      | Hely.    | Idő        | Helyezés   |
| --------------------------- | ----------- | -------- | -------- | -------- | -------- | -------- | -------- | -------- | -------- | ---------- | ---------- |
| Tanja Mayer Fabienne Meyer* | Kettes      | 58,18    | 10.      | 58,34    | 9.       | 58,29    | 7.       | 58,39    | 9.       | 3:53,20    | 8.         |

* – a bob vezetője

## Curling

### Férfi
- Sven Michel
- Simon Gempeler
- Claudio Pätz
- Benoit Schwarz
- Sandro Trolliet

Csoportkör
| Nemzet           | Skip           | Gy | V | P+ | P- | Gy end | V end | Üres endek | Saját rabolt endek | Lökés % |
| ---------------- | -------------- | -- | - | -- | -- | ------ | ----- | ---------- | ------------------ | ------- |
| Svédország       | Niklas Edin    | 8  | 1 | 60 | 44 | 38     | 30    | 18         | 8                  | 86%     |
| Kanada           | Brad Jacobs    | 7  | 2 | 69 | 53 | 39     | 36    | 14         | 7                  | 84%     |
| Kína             | Liu Rui        | 7  | 2 | 67 | 50 | 41     | 37    | 10         | 5                  | 85%     |
| Nagy-Britannia   | David Murdoch  | 5  | 4 | 51 | 49 | 37     | 35    | 15         | 7                  | 83%     |
| Norvégia         | Thomas Ulsrud  | 5  | 4 | 52 | 56 | 36     | 34    | 18         | 5                  | 86%     |
| Dánia            | Rasmus Stjerne | 4  | 5 | 54 | 61 | 32     | 37    | 16         | 4                  | 81%     |
| Oroszország      | Andrej Drozdov | 3  | 6 | 58 | 70 | 36     | 38    | 13         | 6                  | 77%     |
| Svájc            | Sven Michel    | 3  | 6 | 47 | 46 | 31     | 34    | 22         | 7                  | 82%     |
| Egyesült Államok | John Shuster   | 2  | 7 | 47 | 58 | 30     | 39    | 14         | 7                  | 79%     |
| Németország      | John Jahr      | 1  | 8 | 53 | 74 | 38     | 39    | 10         | 8                  | 75%     |

- Nagy-Britannia és Norvégia azonos győzelem-vereség aránnyal állt 9 mérkőzés után, emiatt a továbbjutásról közöttük egy újabb mérkőzés döntött, amelyet Nagy-Britannia nyert meg.

- február 10., 9:00 (6:00)

| Sheet B           | 1 | 2 | 3 | 4 | 5 | 6 | 7 | 8 | 9 | 10 | VE |
| Svájc (Michel)    | 0 | 2 | 0 | 0 | 0 | 1 | 0 | 0 | 2 | 0  | 5  |
| Svédország (Edin) | 0 | 0 | 0 | 0 | 2 | 0 | 3 | 1 | 0 | 1  | 7  |

- február 10., 19:00 (16:00)

| Sheet C         | 1 | 2 | 3 | 4 | 5 | 6 | 7 | 8 | 9 | 10 | VE |
| Kanada (Jacobs) | 0 | 0 | 0 | 0 | 0 | 2 | 0 | 1 | 0 | 1  | 4  |
| Svájc (Michel)  | 0 | 0 | 0 | 0 | 3 | 0 | 1 | 0 | 1 | 0  | 5  |

- február 12., 9:00 (6:00)

| Sheet D        | 1 | 2 | 3 | 4 | 5 | 6 | 7 | 8 | 9 | 10 | VE |
| Kína (Liu)     | 0 | 2 | 0 | 1 | 0 | 0 | 0 | 1 | 0 | 1  | 5  |
| Svájc (Michel) | 0 | 0 | 2 | 0 | 1 | 0 | 0 | 0 | 1 | 0  | 4  |

- február 12., 19:00 (16:00)

| Sheet B                  | 1 | 2 | 3 | 4 | 5 | 6 | 7 | 8 | 9 | 10 | VE |
| Svájc (Michel)           | 0 | 0 | 0 | 0 | 1 | 0 | 0 | 1 | 0 | 0  | 2  |
| Nagy-Britannia (Murdoch) | 0 | 0 | 1 | 1 | 0 | 1 | 0 | 0 | 0 | 1  | 4  |

- február 13., 14:00 (11:00)

| Sheet A               | 1 | 2 | 3 | 4 | 5 | 6 | 7 | 8 | 9 | 10 | VE |
| Svájc (Michel)        | 0 | 2 | 1 | 0 | 0 | 0 | 1 | 2 | 0 | 0  | 6  |
| Oroszország (Drozdov) | 0 | 0 | 0 | 0 | 2 | 1 | 0 | 0 | 1 | 3  | 7  |

- február 14., 19:00 (16:00)

| Sheet D            | 1 | 2 | 3 | 4 | 5 | 6 | 7 | 8 | 9 | 10 | VE |
| Svájc (Michel)     | 1 | 0 | 2 | 0 | 1 | 0 | 0 | 2 | 0 | 1  | 7  |
| Németország (Jahr) | 0 | 2 | 0 | 1 | 0 | 2 | 1 | 0 | 2 | 0  | 8  |

- február 15., 14:00 (11:00)

| Sheet B         | 1 | 2 | 3 | 4 | 5 | 6 | 7 | 8 | 9 | 10 | VE |
| Dánia (Stjerne) | 0 | 0 | 0 | 0 | 2 | 0 | 1 | 0 | X | X  | 3  |
| Svájc (Michel)  | 4 | 0 | 0 | 0 | 0 | 2 | 0 | 3 | X | X  | 9  |

- február 16., 19:00 (16:00)

| Sheet A           | 1 | 2 | 3 | 4 | 5 | 6 | 7 | 8 | 9 | 10 | VE |
| Norvégia (Ulsrud) | 0 | 1 | 0 | 1 | 0 | 1 | 1 | 0 | 0 | 1  | 5  |
| Svájc (Michel)    | 0 | 0 | 1 | 0 | 1 | 0 | 0 | 0 | 1 | 0  | 3  |

- február 17., 14:00 (11:00)

| Sheet C                    | 1 | 2 | 3 | 4 | 5 | 6 | 7 | 8 | 9 | 10 | VE |
| Svájc (Michel)             | 1 | 1 | 0 | 0 | 1 | 0 | 2 | 1 | 0 | X  | 6  |
| Egyesült Államok (Shuster) | 0 | 0 | 0 | 1 | 0 | 1 | 0 | 0 | 1 | X  | 3  |

| Csapat | Helyezés |
| ------ | -------- |
| Svájc  | 8.       |

### Női
- Mirjam Ott
- Janine Greiner
- Carmen Küng
- Alina Pätz
- Carmen Schäfer

Csoportkör
| Nemzet           | Skip                   | Gy | V | P+ | P- | Gy end | V end | Üres endek | Saját rabolt endek | Lökés % |
| ---------------- | ---------------------- | -- | - | -- | -- | ------ | ----- | ---------- | ------------------ | ------- |
| Kanada           | Jennifer Jones         | 9  | 0 | 72 | 40 | 43     | 27    | 12         | 14                 | 86%     |
| Svédország       | Margaretha Sigfridsson | 7  | 2 | 58 | 52 | 37     | 35    | 13         | 7                  | 80%     |
| Svájc            | Mirjam Ott             | 5  | 4 | 63 | 60 | 37     | 38    | 13         | 7                  | 78%     |
| Nagy-Britannia   | Eve Muirhead           | 5  | 4 | 74 | 58 | 39     | 35    | 9          | 11                 | 80%     |
| Japán            | Ogaszavara Ajumi       | 4  | 5 | 59 | 67 | 39     | 41    | 4          | 10                 | 76%     |
| Dánia            | Lene Nielsen           | 4  | 5 | 57 | 56 | 34     | 40    | 12         | 9                  | 78%     |
| Kína             | Vang Ping-jü           | 4  | 5 | 58 | 62 | 36     | 38    | 10         | 4                  | 81%     |
| Dél-Korea        | Kim Ji-sun             | 3  | 6 | 60 | 65 | 35     | 37    | 10         | 6                  | 79%     |
| Oroszország      | Anna Szidorova         | 3  | 6 | 48 | 56 | 33     | 35    | 19         | 6                  | 82%     |
| Egyesült Államok | Erika Brown            | 1  | 8 | 42 | 75 | 33     | 40    | 8          | 5                  | 76%     |

- február 10., 14:00 (11:00)

| Sheet B                  | 1 | 2 | 3 | 4 | 5 | 6 | 7 | 8 | 9 | 10 | VE |
| Svájc (Ott)              | 0 | 0 | 0 | 3 | 2 | 0 | 0 | 2 | 0 | X  | 7  |
| Egyesült Államok (Brown) | 1 | 0 | 1 | 0 | 0 | 1 | 0 | 0 | 1 | X  | 4  |

- február 11., 9:00 (6:00)

| Sheet A         | 1 | 2 | 3 | 4 | 5 | 6 | 7 | 8 | 9 | 10 | VE |
| Svájc (Ott)     | 1 | 0 | 2 | 0 | 0 | 2 | 0 | 1 | 0 | 1  | 7  |
| Dánia (Nielsen) | 0 | 1 | 0 | 2 | 0 | 0 | 1 | 0 | 2 | 0  | 6  |

- február 11., 19:00 (16:00)

| Sheet B         | 1 | 2 | 3 | 4 | 5 | 6 | 7 | 8 | 9 | 10 | VE |
| Dél-Korea (Kim) | 0 | 1 | 0 | 1 | 0 | 0 | 2 | 0 | 2 | 0  | 6  |
| Svájc (Ott)     | 0 | 0 | 0 | 0 | 2 | 3 | 0 | 2 | 0 | 1  | 8  |

- február 13., 9:00 (6:00)

| Sheet D                  | 1 | 2 | 3 | 4 | 5 | 6 | 7 | 8 | 9 | 10 | VE |
| Svájc (Ott)              | 0 | 1 | 0 | 2 | 0 | 0 | 3 | 0 | 2 | 0  | 8  |
| Svédország (Sigfridsson) | 1 | 0 | 3 | 0 | 3 | 0 | 0 | 1 | 0 | 1  | 9  |

- február 13., 19:00 (16:00)

| Sheet C        | 1 | 2 | 3 | 4 | 5 | 6 | 7 | 8 | 9 | 10 | VE |
| Svájc (Ott)    | 0 | 0 | 0 | 2 | 0 | 0 | 1 | 2 | 0 | X  | 5  |
| Kanada (Jones) | 0 | 1 | 1 | 0 | 2 | 1 | 0 | 0 | 3 | X  | 8  |

- február 14., 14:00 (11:00)

| Sheet D                 | 1 | 2 | 3 | 4 | 5 | 6 | 7 | 8 | 9 | 10 | VE |
| Oroszország (Szidorova) | 0 | 2 | 0 | 0 | 0 | 2 | 0 | 0 | 2 | X  | 6  |
| Svájc (Ott)             | 1 | 0 | 0 | 1 | 0 | 0 | 0 | 1 | 0 | X  | 3  |

- február 15., 19:00 (16:00)

| Sheet C                   | 1 | 2 | 3 | 4 | 5 | 6 | 7 | 8 | 9 | 10 | VE |
| Nagy-Britannia (Muirhead) | 1 | 0 | 0 | 0 | 1 | 0 | 2 | 0 | 2 | 0  | 6  |
| Svájc (Ott)               | 0 | 2 | 1 | 0 | 0 | 3 | 0 | 1 | 0 | 1  | 8  |

- február 16., 14:00 (11:00)

| Sheet B            | 1 | 2 | 3 | 4 | 5 | 6 | 7 | 8 | 9 | 10 | 11 | VE |
| Japán (Ogaszavara) | 0 | 0 | 2 | 1 | 2 | 0 | 2 | 0 | 0 | 0  | 2  | 9  |
| Svájc (Ott)        | 1 | 1 | 0 | 0 | 0 | 3 | 0 | 0 | 1 | 1  | 0  | 7  |

- február 17., 19:00 (16:00)

| Sheet A     | 1 | 2 | 3 | 4 | 5 | 6 | 7 | 8 | 9 | 10 | VE |
| Kína (Wang) | 0 | 0 | 2 | 1 | 0 | 1 | 0 | 0 | 2 | 0  | 6  |
| Svájc (Ott) | 1 | 3 | 0 | 0 | 2 | 0 | 0 | 3 | 0 | 1  | 10 |

Elődöntők
- február 19., 14:00 (11:00)

| Csapat                   | 1 | 2 | 3 | 4 | 5 | 6 | 7 | 8 | 9 | 10 | VE |
| Svédország (Sigfridsson) | 1 | 0 | 2 | 0 | 0 | 0 | 1 | 0 | 2 | 1  | 7  |
| Svájc (Ott)              | 0 | 2 | 0 | 0 | 1 | 0 | 0 | 2 | 0 | 0  | 5  |

Bronzmérkőzés
- február 20., 12:30 (09:30)

| Csapat                    | 1 | 2 | 3 | 4 | 5 | 6 | 7 | 8 | 9 | 10 | VE |
| Nagy-Britannia (Muirhead) | 0 | 0 | 1 | 0 | 2 | 0 | 0 | 2 | 0 | 1  | 6  |
| Svájc (Ott)               | 0 | 2 | 0 | 1 | 0 | 1 | 0 | 0 | 1 | 0  | 5  |

| Csapat | Helyezés |
| ------ | -------- |
| Svájc  | 4.       |

## Északi összetett
| Versenyző | Versenyszám        | Síugrás | Síugrás | Síugrás | Síugrás    | Sífutás | Összesítés | Összesítés |
| Versenyző | Versenyszám        | Táv     | Pont    | Hely.   | Időhátrány | Idő     | Idő        | Helyezés   |
| --------- | ------------------ | ------- | ------- | ------- | ---------- | ------- | ---------- | ---------- |
| Tim Hug   | Normálsánc + 10 km | 91,5    | 106,5   | 38.     | +1:40      | 24:09,4 | 25:49,4    | 27.        |
| Tim Hug   | Nagysánc + 10 km   | 123,5   | 102,3   | 25.     | +1:47      | 23:09,5 | 24:56,5    | 24.        |

## Jégkorong

### Férfi
| Svájci nemzeti férfi jégkorongcsapat-játékoskeret | Svájci nemzeti férfi jégkorongcsapat-játékoskeret | Svájci nemzeti férfi jégkorongcsapat-játékoskeret | Svájci nemzeti férfi jégkorongcsapat-játékoskeret | Svájci nemzeti férfi jégkorongcsapat-játékoskeret | Svájci nemzeti férfi jégkorongcsapat-játékoskeret | Svájci nemzeti férfi jégkorongcsapat-játékoskeret |
| #                                                 | Név                                               | Poszt                                             | Magasság                                          | Súly                                              | Kor                                               | Klub                                              |
| ------------------------------------------------- | ------------------------------------------------- | ------------------------------------------------- | ------------------------------------------------- | ------------------------------------------------- | ------------------------------------------------- | ------------------------------------------------- |
| 20                                                | Reto Berra                                        | K                                                 | 194 cm                                            | 89 kg                                             | 1987. január 3. (27 évesen)                       | Calgary Flames                                    |
| 1                                                 | Jonas Hiller                                      | K                                                 | 188 cm                                            | 87 kg                                             | 1982. február 12. (32 évesen)                     | Anaheim Ducks                                     |
| 52                                                | Tobias Stephan                                    | K                                                 | 192 cm                                            | 85 kg                                             | 1984. január 21. (30 évesen)                      | Genève-Servette HC                                |
| 5                                                 | Severin Blindenbacher                             | V                                                 | 180 cm                                            | 88 kg                                             | 1983. március 15. (30 évesen)                     | ZSC Lions                                         |
| 16                                                | Raphael Díaz                                      | V                                                 | 181 cm                                            | 90 kg                                             | 1986. január 9. (28 évesen)                       | Vancouver Canucks                                 |
|                                                   | Patrick von Gunten                                | V                                                 | 180 cm                                            | 83 kg                                             | 1985. február 10. (29 évesen)                     | Kloten Flyers                                     |
| 90                                                | Roman Josi                                        | V                                                 | 187 cm                                            | 90 kg                                             | 1990. június 1. (23 évesen)                       | Nashville Predators                               |
| 31                                                | Mathias Seger C                                   | V                                                 | 181 cm                                            | 86 kg                                             | 1977. december 17. (36 évesen)                    | ZSC Lions                                         |
| 7                                                 | Mark Streit                                       | V                                                 | 183 cm                                            | 88 kg                                             | 1977. december 11. (36 évesen)                    | Philadelphia Flyers                               |
| 3                                                 | Julien Vauclair                                   | V                                                 | 184 cm                                            | 92 kg                                             | 1979. október 2. (34 évesen)                      | HC Lugano                                         |
| 6                                                 | Yannick Weber                                     | V                                                 | 181 cm                                            | 90 kg                                             | 1988. szeptember 23. (25 évesen)                  | Vancouver Canucks                                 |
| 10                                                | Andres Ambühl                                     | T                                                 | 176 cm                                            | 87 kg                                             | 1983. szeptember 14. (30 évesen)                  | ZSC Lions                                         |
| 48                                                | Matthias Bieber                                   | T                                                 | 181 cm                                            | 85 kg                                             | 1986. március 14. (27 évesen)                     | Kloten Flyers                                     |
| 23                                                | Simon Bodenmann                                   | T                                                 | 178 cm                                            | 85 kg                                             | 1988. március 2. (25 évesen)                      | Kloten Flyers                                     |
| 96                                                | Damien Brunner                                    | T                                                 | 180 cm                                            | 83 kg                                             | 1986. március 9. (27 évesen)                      | New Jersey Devils                                 |
| 12                                                | Luca Cunti                                        | T                                                 | 184 cm                                            | 85 kg                                             | 1989. július 4. (24 évesen)                       | ZSC Lions                                         |
| 51                                                | Ryan Gardner                                      | T                                                 | 198 cm                                            | 103 kg                                            | 1978. április 18. (35 évesen)                     | SC Bern                                           |
| 70                                                | Denis Hollenstein                                 | T                                                 | 183 cm                                            | 88 kg                                             | 1989. október 15. (24 évesen)                     | Genève-Servette HC                                |
| 82                                                | Simon Moser                                       | T                                                 | 188 cm                                            | 97 kg                                             | 1989. március 10. (24 évesen)                     | Nashville Predators                               |
| 22                                                | Nino Niederreiter                                 | T                                                 | 188 cm                                            | 95 kg                                             | 1992. szeptember 8. (21 évesen)                   | Minnesota Wild                                    |
| 28                                                | Martin Plüss                                      | T                                                 | 175 cm                                            | 85 kg                                             | 1977. április 5. (36 évesen)                      | SC Bern                                           |
| 88                                                | Kevin Romy                                        | T                                                 | 182 cm                                            | 88 kg                                             | 1985. január 31. (29 évesen)                      | Genève-Servette HC                                |
| 24                                                | Reto Suri                                         | T                                                 | 183 cm                                            | 84 kg                                             | 1989. március 25. (24 évesen)                     | EV Zug                                            |
| 43                                                | Morris Trachsler                                  | T                                                 | 183 cm                                            | 90 kg                                             | 1984. július 15. (29 évesen)                      | ZSC Lions                                         |
| 14                                                | Roman Wick                                        | T                                                 | 187 cm                                            | 94 kg                                             | 1985. december 30. (28 évesen)                    | ZSC Lions                                         |
| Vezetőedző: Sean Simpson                          | Vezetőedző: Sean Simpson                          | Vezetőedző: Sean Simpson                          | Vezetőedző: Sean Simpson                          | Vezetőedző: Sean Simpson                          | 1960. május 4. (53 évesen)                        | 1960. május 4. (53 évesen)                        |

- Posztok rövidítései: K – Kapus, V – Védő, T – Támadó
- Kor: 2014. február 13-i kora

Csoportkör
C csoport
| Hely. | Csapat           | M | Gy | HGy | HV | V | G+ | G– | Gk | P | Továbbjutás |
| ----- | ---------------- | - | -- | --- | -- | - | -- | -- | -- | - | ----------- |
| 1.    | Svédország (SWE) | 3 | 3  | 0   | 0  | 0 | 10 | 5  | +5 | 9 | Negyeddöntő |
| 2.    | Svájc (SUI)      | 3 | 2  | 0   | 0  | 1 | 2  | 1  | +1 | 6 | Rájátszás   |
| 3.    | Csehország (CZE) | 3 | 1  | 0   | 0  | 2 | 6  | 7  | −1 | 3 | Rájátszás   |
| 4.    | Lettország (LAT) | 3 | 0  | 0   | 0  | 3 | 5  | 10 | −5 | 0 | Rájátszás   |

| 2014. február 12. 21:00 (18:00) | Lettország (LAT) | 0–1 (0–0, 0–0, 0–1) | Svájc (SUI) | Sajba Aréna, Szocsi Nézőszám: 5116 |

| Jegyzőkönyv                                  | Jegyzőkönyv      | Jegyzőkönyv                  | Jegyzőkönyv  | Jegyzőkönyv                                                                      |
| -------------------------------------------- | ---------------- | ---------------------------- | ------------ | -------------------------------------------------------------------------------- |
|                                              | Edgars Masaļskis | Kapusok                      | Jonas Hiller | Játékvezetők: Lars Brüggemann Brad Meier Vonalbírók: Derek Amell Sakari Suominen |
| \| \| 0–1 \| 59:52 – S. Moser (M. Streit) \| |                  |                              |              | Játékvezetők: Lars Brüggemann Brad Meier Vonalbírók: Derek Amell Sakari Suominen |
| 10 perc                                      | Büntetések       | 6 perc                       |              | Játékvezetők: Lars Brüggemann Brad Meier Vonalbírók: Derek Amell Sakari Suominen |
| 21                                           | Lövések          | 39                           |              | Játékvezetők: Lars Brüggemann Brad Meier Vonalbírók: Derek Amell Sakari Suominen |
|                                              | 0–1              | 59:52 – S. Moser (M. Streit) |              | Játékvezetők: Lars Brüggemann Brad Meier Vonalbírók: Derek Amell Sakari Suominen |

| 2014. február 14. 16:30 (13:30) | Svédország (SWE) | 1–0 (0–0, 0–0, 1–0) | Svájc (SUI) | Bolsoj Jégcsarnok, Szocsi Nézőszám: 7968 |

| Jegyzőkönyv                                                      | Jegyzőkönyv      | Jegyzőkönyv | Jegyzőkönyv | Jegyzőkönyv                                                                         |
| ---------------------------------------------------------------- | ---------------- | ----------- | ----------- | ----------------------------------------------------------------------------------- |
|                                                                  | Henrik Lundqvist | Kapusok     | Reto Berra  | Játékvezetők: Mike Leggo Vladimír Šindler Vonalbírók: Greg Devorski Sakari Suominen |
| \| D. Alfredsson (E. Karlsson, P. Berglund) – 52:39 \| 1–0 \| \| |                  |             |             | Játékvezetők: Mike Leggo Vladimír Šindler Vonalbírók: Greg Devorski Sakari Suominen |
| 4 perc                                                           | Büntetések       | 8 perc      |             | Játékvezetők: Mike Leggo Vladimír Šindler Vonalbírók: Greg Devorski Sakari Suominen |
| 31                                                               | Lövések          | 26          |             | Játékvezetők: Mike Leggo Vladimír Šindler Vonalbírók: Greg Devorski Sakari Suominen |
| D. Alfredsson (E. Karlsson, P. Berglund) – 52:39                 | 1–0              |             |             | Játékvezetők: Mike Leggo Vladimír Šindler Vonalbírók: Greg Devorski Sakari Suominen |

| 2014. február 15. 21:00 (18:00) | Svájc (SUI) | 1–0 (1–0, 0–0, 0–0) | Csehország (CZE) | Bolsoj Jégcsarnok, Szocsi Nézőszám: 10 253 |

| Jegyzőkönyv                                                    | Jegyzőkönyv  | Jegyzőkönyv | Jegyzőkönyv    | Jegyzőkönyv                                                                                   |
| -------------------------------------------------------------- | ------------ | ----------- | -------------- | --------------------------------------------------------------------------------------------- |
|                                                                | Jonas Hiller | Kapusok     | Ondřej Pavelec | Játékvezetők: Daniel Piechaczek Kevin Pollock Vonalbírók: Brad Kovachik Christopher Woodworth |
| \| S. Bodenmann (D. Hollenstein, K. Romy) – 14:10 \| 1–0 \| \| |              |             |                | Játékvezetők: Daniel Piechaczek Kevin Pollock Vonalbírók: Brad Kovachik Christopher Woodworth |
| 10 perc                                                        | Büntetések   | 6 perc      |                | Játékvezetők: Daniel Piechaczek Kevin Pollock Vonalbírók: Brad Kovachik Christopher Woodworth |
| 26                                                             | Lövések      | 26          |                | Játékvezetők: Daniel Piechaczek Kevin Pollock Vonalbírók: Brad Kovachik Christopher Woodworth |
| S. Bodenmann (D. Hollenstein, K. Romy) – 14:10                 | 1–0          |             |                | Játékvezetők: Daniel Piechaczek Kevin Pollock Vonalbírók: Brad Kovachik Christopher Woodworth |

Rájátszás a negyeddöntőbe jutásért
| 2014. február 18. 21:00 (18:00) | Svájc (SUI) | 1–3 (0–2, 1–0, 0–1) | Lettország (LAT) | Bolsoj Jégcsarnok, Szocsi Nézőszám: 7912 |

| Jegyzőkönyv | Jegyzőkönyv  | Jegyzőkönyv                                       | Jegyzőkönyv      | Jegyzőkönyv                                                                 |
| --- | ------------ | ------------------------------------------------- | ---------------- | --------------------------------------------------------------------------- |
| | Jonas Hiller | Kapusok                                           | Edgars Masaļskis | Játékvezetők: Mike Leggo Jyri Rönn Vonalbírók: Brad Kovachik André Schrader |
| \| \| 0–1 \| 08:38 – O. Bārtulis (K. Daugaviņš, Z. Girgensons) \| \| \| 0–2 \| 11:19 – L. Dārziņš (M. Rēdlihs) (PP) \| \| M. Plüss (R. Suri) – 35:01 \| 1–2 \| \| \| \| 1–3 \| 59:00 – L. Dārziņš (V. Pavlovs) (ENG) \| |              |                                                   |                  | Játékvezetők: Mike Leggo Jyri Rönn Vonalbírók: Brad Kovachik André Schrader |
| 4 perc | Büntetések   | 2 perc                                            |                  | Játékvezetők: Mike Leggo Jyri Rönn Vonalbírók: Brad Kovachik André Schrader |
| 33 | Lövések      | 22                                                |                  | Játékvezetők: Mike Leggo Jyri Rönn Vonalbírók: Brad Kovachik André Schrader |
| | 0–1          | 08:38 – O. Bārtulis (K. Daugaviņš, Z. Girgensons) |                  | Játékvezetők: Mike Leggo Jyri Rönn Vonalbírók: Brad Kovachik André Schrader |
| | 0–2          | 11:19 – L. Dārziņš (M. Rēdlihs) (PP)              |                  | Játékvezetők: Mike Leggo Jyri Rönn Vonalbírók: Brad Kovachik André Schrader |
| M. Plüss (R. Suri) – 35:01 | 1–2          |                                                   |                  | Játékvezetők: Mike Leggo Jyri Rönn Vonalbírók: Brad Kovachik André Schrader |
| | 1–3          | 59:00 – L. Dārziņš (V. Pavlovs) (ENG)             |                  |                                                                             |

| Csapat      | Helyezés |
| ----------- | -------- |
| Svájc (SUI) | 9.       |

### Női
| Svájci nemzeti női jégkorongcsapat-játékoskeret | Svájci nemzeti női jégkorongcsapat-játékoskeret | Svájci nemzeti női jégkorongcsapat-játékoskeret | Svájci nemzeti női jégkorongcsapat-játékoskeret | Svájci nemzeti női jégkorongcsapat-játékoskeret | Svájci nemzeti női jégkorongcsapat-játékoskeret | Svájci nemzeti női jégkorongcsapat-játékoskeret |
| #                                               | Név                                             | Poszt                                           | Magasság                                        | Súly                                            | Kor                                             | Klub                                            |
| ----------------------------------------------- | ----------------------------------------------- | ----------------------------------------------- | ----------------------------------------------- | ----------------------------------------------- | ----------------------------------------------- | ----------------------------------------------- |
| 1                                               | Janine Alder                                    | K                                               | 161 cm                                          | 53 kg                                           | 1995. július 5. (18 évesen)                     | EHC Winterthur                                  |
| 28                                              | Sophie Anthamatten                              | K                                               | 171 cm                                          | 72 kg                                           | 1991. augusztus 26. (22 évesen)                 | EHC Saastal                                     |
| 41                                              | Florence Schelling                              | K                                               | 174 cm                                          | 65 kg                                           | 1989. március 9. (24 évesen)                    | EHC Bülach                                      |
| 22                                              | Livia Altmann                                   | V                                               | 165 cm                                          | 64 kg                                           | 1994. december 13. (19 évesen)                  | ZSC Lions                                       |
| 21                                              | Laura Benz                                      | V                                               | 172 cm                                          | 63 kg                                           | 1992. augusztus 25. (21 évesen)                 | ZSC Lions                                       |
| 10                                              | Nicole Bullo                                    | V                                               | 160 cm                                          | 56 kg                                           | 1987. július 18. (26 évesen)                    | HC Lugano                                       |
| 3                                               | Sarah Forster                                   | V                                               | 169 cm                                          | 55 kg                                           | 1993. május 19. (20 évesen)                     | HC Ajoie                                        |
| 11                                              | Angela Frautschi                                | V                                               | 169 cm                                          | 73 kg                                           | 1987. június 5. (26 évesen)                     | ZSC Lions                                       |
| 6                                               | Julia Marty                                     | V                                               | 169 cm                                          | 69 kg                                           | 1988. április 16. (25 évesen)                   | Linkopings HC                                   |
| 92                                              | Sandra Thalmann                                 | V                                               | 163 cm                                          | 68 kg                                           | 1992. december 18. (21 évesen)                  | SC Reinach                                      |
| 13                                              | Sara Benz                                       | T                                               | 163 cm                                          | 55 kg                                           | 1992. augusztus 25. (21 évesen)                 | ZSC Lions                                       |
| 61                                              | Romy Eggimann                                   | T                                               | 157 cm                                          | 54 kg                                           | 1995. szeptember 29. (18 évesen)                | HC Lugano                                       |
| 17                                              | Jessica Lutz                                    | T                                               | 174 cm                                          | 65 kg                                           | 1989. május 24. (24 évesen)                     | Ronin                                           |
| 9                                               | Stefany Marty                                   | T                                               | 168 cm                                          | 72 kg                                           | 1988. április 16. (25 évesen)                   | Linkopings HC                                   |
| 25                                              | Alina Müller                                    | T                                               | 162 cm                                          | 50 kg                                           | 1998. március 12. (15 évesen)                   | EHC Winterthur                                  |
| 2                                               | Katrin Nabholz                                  | T                                               | 168 cm                                          | 56 kg                                           | 1986. április 3. (27 évesen)                    | ZSC Lions                                       |
| 14                                              | Evelina Raselli                                 | T                                               | 170 cm                                          | 64 kg                                           | 1992. május 3. (21 évesen)                      | HC Lugano                                       |
| 7                                               | Lara Stalder                                    | T                                               | 166 cm                                          | 60 kg                                           | 1994. május 15. (19 évesen)                     | Minnesota–Duluth Bulldogs                       |
| 88                                              | Phoebe Stanz                                    | T                                               | 163 cm                                          | 62 kg                                           | 1994. január 7. (20 évesen)                     | Yale Bulldogs                                   |
| 63                                              | Anja Stiefel                                    | T                                               | 160 cm                                          | 60 kg                                           | 1990. augusztus 9. (23 évesen)                  | HC Lugano                                       |
| 16                                              | Nina Waidacher                                  | T                                               | 170 cm                                          | 65 kg                                           | 1992. augusztus 23. (21 évesen)                 | St. Scholastica Saints                          |
| Vezetőedző:                                     |                                                 |                                                 |                                                 |                                                 |                                                 |                                                 |

- Posztok rövidítései: K – Kapus, V – Védő, T – Támadó
- Kor: 2014. február 8-i kora

Csoportkör
A csoport
| Hely. | Csapat                 | M | Gy | HGy | HV | V | G+ | G– | Gk  | P | Továbbjutás |
| ----- | ---------------------- | - | -- | --- | -- | - | -- | -- | --- | - | ----------- |
| 1.    | Kanada (CAN)           | 3 | 3  | 0   | 0  | 0 | 11 | 2  | +9  | 9 | Elődöntő    |
| 2.    | Egyesült Államok (USA) | 3 | 2  | 0   | 0  | 1 | 14 | 4  | +10 | 6 | Elődöntő    |
| 3.    | Finnország (FIN)       | 3 | 0  | 1   | 0  | 2 | 5  | 9  | −4  | 2 | Negyeddöntő |
| 4.    | Svájc (SUI)            | 3 | 0  | 0   | 1  | 2 | 3  | 18 | −15 | 1 | Negyeddöntő |

| 2014. február 8. 17:00 (14:00) | Kanada (CAN) | 5–0 (2–0, 3–0, 0–0) | Svájc (SUI) | Sajba Aréna, Szocsi Nézőszám: 4386 |

| Jegyzőkönyv | Jegyzőkönyv      | Jegyzőkönyv | Jegyzőkönyv        | Jegyzőkönyv                                                          |
| --- | ---------------- | ----------- | ------------------ | -------------------------------------------------------------------- |
| | Charline Labonté | Kapusok     | Florence Schelling | Játékvezető: Aina Hove Vonalbírók: Alicia Hanrahan Michaela Kúdelová |
| \| J. Larocque (N. Spooner) – 01:25 \| 1–0 \| \| \| T. Watchorn (R. Johnston) – 06:30 \| 2–0 \| \| \| H. Wickenheiser (SH) – 23:54 \| 3–0 \| \| \| M-P. Poulin (J. Hefford, R. Johnston) – 32:28 \| 4–0 \| \| \| R. Johnston (M-P. Poulin) – 36:10 \| 5–0 \| \| |                  |             |                    | Játékvezető: Aina Hove Vonalbírók: Alicia Hanrahan Michaela Kúdelová |
| 2 perc | Büntetések       | 4 perc      |                    | Játékvezető: Aina Hove Vonalbírók: Alicia Hanrahan Michaela Kúdelová |
| 69 | Lövések          | 14          |                    | Játékvezető: Aina Hove Vonalbírók: Alicia Hanrahan Michaela Kúdelová |
| J. Larocque (N. Spooner) – 01:25 | 1–0              |             |                    | Játékvezető: Aina Hove Vonalbírók: Alicia Hanrahan Michaela Kúdelová |
| T. Watchorn (R. Johnston) – 06:30 | 2–0              |             |                    | Játékvezető: Aina Hove Vonalbírók: Alicia Hanrahan Michaela Kúdelová |
| H. Wickenheiser (SH) – 23:54 | 3–0              |             |                    | Játékvezető: Aina Hove Vonalbírók: Alicia Hanrahan Michaela Kúdelová |
| M-P. Poulin (J. Hefford, R. Johnston) – 32:28 | 4–0              |             |                    |                                                                      |
| R. Johnston (M-P. Poulin) – 36:10 | 5–0              |             |                    |                                                                      |

| 2014. február 10. 14:00 (11:00) | Egyesült Államok (USA) | 9–0 (5–0, 1–0, 3–0) | Svájc (SUI) | Sajba Aréna, Szocsi Nézőszám: 3812 |

| Jegyzőkönyv | Jegyzőkönyv  | Jegyzőkönyv | Jegyzőkönyv        | Jegyzőkönyv                                                                |
| --- | ------------ | ----------- | ------------------ | -------------------------------------------------------------------------- |
| | Molly Schaus | Kapusok     | Florence Schelling | Játékvezető: Melanie Bordeleau Vonalbírók: Denise Caughey Charlotte Girard |
| \| M. Lamoureux (J. Lamoureux, M. Duggan) – 09:20 \| 1–0 \| \| \| B. Decker (A. Kessel, H. Knight) – 10:07 \| 2–0 \| \| \| A. Kessel (K. Coyne) – 10:15 \| 3–0 \| \| \| H. Knight (K. Stack, J. Chu) – 14:23 \| 4–0 \| \| \| A. Kessel (B. Decker, K. Coyne) (PP) – 15:42 \| 5–0 \| \| \| M. Lamoureux (J. Lamoureux, L. Stecklein) – 13:26 \| 6–0 \| \| \| K. Coyne (K. Stack) – 40:49 \| 7–0 \| \| \| K. Coyne (A. Kessel, M. Bozek) – 43:59 \| 8–0 \| \| \| A. Carpenter (J. Pucci) – 55:39 \| 9–0 \| \| |              |             |                    | Játékvezető: Melanie Bordeleau Vonalbírók: Denise Caughey Charlotte Girard |
| 4 perc | Büntetések   | 8 perc      |                    | Játékvezető: Melanie Bordeleau Vonalbírók: Denise Caughey Charlotte Girard |
| 53 | Lövések      | 10          |                    | Játékvezető: Melanie Bordeleau Vonalbírók: Denise Caughey Charlotte Girard |
| M. Lamoureux (J. Lamoureux, M. Duggan) – 09:20 | 1–0          |             |                    | Játékvezető: Melanie Bordeleau Vonalbírók: Denise Caughey Charlotte Girard |
| B. Decker (A. Kessel, H. Knight) – 10:07 | 2–0          |             |                    | Játékvezető: Melanie Bordeleau Vonalbírók: Denise Caughey Charlotte Girard |
| A. Kessel (K. Coyne) – 10:15 | 3–0          |             |                    | Játékvezető: Melanie Bordeleau Vonalbírók: Denise Caughey Charlotte Girard |
| H. Knight (K. Stack, J. Chu) – 14:23 | 4–0          |             |                    |                                                                            |
| A. Kessel (B. Decker, K. Coyne) (PP) – 15:42 | 5–0          |             |                    |                                                                            |
| M. Lamoureux (J. Lamoureux, L. Stecklein) – 13:26 | 6–0          |             |                    |                                                                            |
| K. Coyne (K. Stack) – 40:49 | 7–0          |             |                    |                                                                            |
| K. Coyne (A. Kessel, M. Bozek) – 43:59 | 8–0          |             |                    |                                                                            |
| A. Carpenter (J. Pucci) – 55:39 | 9–0          |             |                    |                                                                            |

| 2014. február 12. 12:00 (9:00) | Svájc (SUI) | 3–4 (h.u.) (0–2, 2–1, 1–0, 0–1) | Finnország (FIN) | Sajba Aréna, Szocsi Nézőszám: 4211 |

| Jegyzőkönyv | Jegyzőkönyv        | Jegyzőkönyv                                         | Jegyzőkönyv | Jegyzőkönyv                                                         |
| --- | ------------------ | --------------------------------------------------- | ----------- | ------------------------------------------------------------------- |
| | Florence Schelling | Kapusok                                             | Noora Räty  | Játékvezető: Erin Blair Vonalbírók: Laura Johnson Michaela Kúdelová |
| \| \| 0–1 \| 07:56 – J. Hiirikoski (M. Jalosuo, M. Karvinen) \| \| \| 0–2 \| 09:55 – M. Karvinen, (S. Tapani, A. Kilponen) \| \| 23:28 – R. Eggiman (N. Bullo) \| 1–2 \| \| \| 28:00 – P. Stanz (J. Lutz) (PP) \| 2–2 \| \| \| \| 2–3 \| 35:31 – M. Karvinen (S. Tapani, J. Hiirikoski) (PP) \| \| 56:25 – S. Marty (N. Bullo) (PP) \| 3–3 \| \| \| \| 3–4 \| 62:38 – J. Hiirikoski (L. Valimaki, A. Kilponen) \| |                    |                                                     |             | Játékvezető: Erin Blair Vonalbírók: Laura Johnson Michaela Kúdelová |
| 31 perc | Büntetések         | 12 perc                                             |             | Játékvezető: Erin Blair Vonalbírók: Laura Johnson Michaela Kúdelová |
| 27 | Lövések            | 34                                                  |             | Játékvezető: Erin Blair Vonalbírók: Laura Johnson Michaela Kúdelová |
| | 0–1                | 07:56 – J. Hiirikoski (M. Jalosuo, M. Karvinen)     |             | Játékvezető: Erin Blair Vonalbírók: Laura Johnson Michaela Kúdelová |
| | 0–2                | 09:55 – M. Karvinen, (S. Tapani, A. Kilponen)       |             | Játékvezető: Erin Blair Vonalbírók: Laura Johnson Michaela Kúdelová |
| 23:28 – R. Eggiman (N. Bullo) | 1–2                |                                                     |             | Játékvezető: Erin Blair Vonalbírók: Laura Johnson Michaela Kúdelová |
| 28:00 – P. Stanz (J. Lutz) (PP) | 2–2                |                                                     |             |                                                                     |
| | 2–3                | 35:31 – M. Karvinen (S. Tapani, J. Hiirikoski) (PP) |             |                                                                     |
| 56:25 – S. Marty (N. Bullo) (PP) | 3–3                |                                                     |             |                                                                     |
| | 3–4                | 62:38 – J. Hiirikoski (L. Valimaki, A. Kilponen)    |             |                                                                     |

Negyeddöntő
| 2014. február 15. 16:30 (13:30) | Svájc (SUI) | 2–0 (1–0, 0–0, 1–0) | Oroszország (RUS) | Sajba Aréna, Szocsi Nézőszám: 4962 |

| Jegyzőkönyv                                                                                                   | Jegyzőkönyv        | Jegyzőkönyv | Jegyzőkönyv  | Jegyzőkönyv                                                          |
| --- | ------------------ | ----------- | ------------ | -------------------------------------------------------------------- |
| | Florence Schelling | Kapusok     | Anna Prugova | Játékvezető: Joy Tottman Vonalbírók: Therese Björkman Denise Caughey |
| \| J. Marty (A. Müller, S. Thalmann) – 10:46 \| 1–0 \| \| \| L. Stalder (N. Bullo) (ENG) – 59:39 \| 2–0 \| \| |                    |             |              | Játékvezető: Joy Tottman Vonalbírók: Therese Björkman Denise Caughey |
| 8 perc | Büntetések         | 2 perc      |              | Játékvezető: Joy Tottman Vonalbírók: Therese Björkman Denise Caughey |
| 27 | Lövések            | 41          |              | Játékvezető: Joy Tottman Vonalbírók: Therese Björkman Denise Caughey |
| J. Marty (A. Müller, S. Thalmann) – 10:46                                                                     | 1–0                |             |              | Játékvezető: Joy Tottman Vonalbírók: Therese Björkman Denise Caughey |
| L. Stalder (N. Bullo) (ENG) – 59:39                                                                           | 2–0                |             |              | Játékvezető: Joy Tottman Vonalbírók: Therese Björkman Denise Caughey |

Elődöntő
| 2014. február 17. 21:00 (18:00) | Kanada (CAN) | 3–1 (3–0, 0–1, 0–0) | Svájc (SUI) | Sajba Aréna, Szocsi Nézőszám: 3378 |

| Jegyzőkönyv | Jegyzőkönyv      | Jegyzőkönyv                              | Jegyzőkönyv        | Jegyzőkönyv                                                       |
| --- | ---------------- | ---------------------------------------- | ------------------ | ----------------------------------------------------------------- |
| | Shannon Szabados | Kapusok                                  | Florence Schelling | Játékvezető: Erin Blair Vonalbírók: Alicia Hanrahan Ilona Novotná |
| \| N. Spooner (H. Wickenheiser) – 07:29 \| 1–0 \| \| \| N. Spooner (C. Ward, H. Wickenheiser) (PP1) – 11:10 \| 2–0 \| \| \| M. Daoust (J. Wakefield) – 11:33 \| 3–0 \| \| \| \| 3–1 \| 25:14 – J. Lutz (S. Benz, L. Benz) (PP1) \| |                  |                                          |                    | Játékvezető: Erin Blair Vonalbírók: Alicia Hanrahan Ilona Novotná |
| 12 perc | Büntetések       | 10 perc                                  |                    | Játékvezető: Erin Blair Vonalbírók: Alicia Hanrahan Ilona Novotná |
| 48 | Lövések          | 22                                       |                    | Játékvezető: Erin Blair Vonalbírók: Alicia Hanrahan Ilona Novotná |
| N. Spooner (H. Wickenheiser) – 07:29 | 1–0              |                                          |                    | Játékvezető: Erin Blair Vonalbírók: Alicia Hanrahan Ilona Novotná |
| N. Spooner (C. Ward, H. Wickenheiser) (PP1) – 11:10 | 2–0              |                                          |                    | Játékvezető: Erin Blair Vonalbírók: Alicia Hanrahan Ilona Novotná |
| M. Daoust (J. Wakefield) – 11:33 | 3–0              |                                          |                    | Játékvezető: Erin Blair Vonalbírók: Alicia Hanrahan Ilona Novotná |
| | 3–1              | 25:14 – J. Lutz (S. Benz, L. Benz) (PP1) |                    |                                                                   |

Bronzmérkőzés
| 2014. február 20. 16:00 (13:00) | Svájc (SUI) | 4–3 (0–1, 0–1, 4–1) | Svédország (SWE) | Bolsoj Jégcsarnok, Szocsi Nézőszám: 8263 |

| Jegyzőkönyv | Jegyzőkönyv        | Jegyzőkönyv                                      | Jegyzőkönyv       | Jegyzőkönyv                                                             |
| --- | ------------------ | ------------------------------------------------ | ----------------- | ----------------------------------------------------------------------- |
| | Florence Schelling | Kapusok                                          | Valentina Wallner | Játékvezető: Nicole Hertrich Vonalbírók: Denise Caughey Alicia Hanrahan |
| \| \| 0–1 \| 14:00 – M. Löwenhielm (M. Lindh, C. Östberg) \| \| \| 0–2 \| 38:58 – E. Johansson (C. Östberg) \| \| S. Benz (S. Forster) – 41:18 \| 1–2 \| \| \| P. Stanz (A. Müller) (PP) – 46:13 \| 2–2 \| \| \| J. Lutz (L. Stalder, L. Benz) – 53:43 \| 3–2 \| \| \| A. Müller (ENG) – 58:53 \| 4–2 \| \| \| \| 4–3 \| 59:16 – P. Winberg (J. Asserholt, E. Grahm) (EA) \| |                    |                                                  |                   | Játékvezető: Nicole Hertrich Vonalbírók: Denise Caughey Alicia Hanrahan |
| 10 perc | Büntetések         | 4 perc                                           |                   | Játékvezető: Nicole Hertrich Vonalbírók: Denise Caughey Alicia Hanrahan |
| 26 | Lövések            | 31                                               |                   | Játékvezető: Nicole Hertrich Vonalbírók: Denise Caughey Alicia Hanrahan |
| | 0–1                | 14:00 – M. Löwenhielm (M. Lindh, C. Östberg)     |                   | Játékvezető: Nicole Hertrich Vonalbírók: Denise Caughey Alicia Hanrahan |
| | 0–2                | 38:58 – E. Johansson (C. Östberg)                |                   | Játékvezető: Nicole Hertrich Vonalbírók: Denise Caughey Alicia Hanrahan |
| S. Benz (S. Forster) – 41:18 | 1–2                |                                                  |                   | Játékvezető: Nicole Hertrich Vonalbírók: Denise Caughey Alicia Hanrahan |
| P. Stanz (A. Müller) (PP) – 46:13 | 2–2                |                                                  |                   |                                                                         |
| J. Lutz (L. Stalder, L. Benz) – 53:43 | 3–2                |                                                  |                   |                                                                         |
| A. Müller (ENG) – 58:53 | 4–2                |                                                  |                   |                                                                         |
| | 4–3                | 59:16 – P. Winberg (J. Asserholt, E. Grahm) (EA) |                   |                                                                         |

| Csapat      | Helyezés |
| ----------- | -------- |
| Svájc (SUI) |          |

## Síakrobatika
Ugrás
| Versenyző      | Versenyszám | Selejtező  | Selejtező  | Selejtező  | Selejtező  | Döntő      | Döntő      | Döntő      | Döntő      | Döntő      | Helyezés |
| Versenyző      | Versenyszám | 1. forduló | 1. forduló | 2. forduló | 2. forduló | 1. forduló | 1. forduló | 2. forduló | 2. forduló | 3. forduló | Helyezés |
| Versenyző      | Versenyszám | Pont       | Hely.      | Pont       | Hely.      | Pont       | Hely.      | Pont       | Hely.      | Pont       | Helyezés |
| -------------- | ----------- | ---------- | ---------- | ---------- | ---------- | ---------- | ---------- | ---------- | ---------- | ---------- | -------- |
| Mischa Gasser  | Férfi       | 96,52      | 14.        | 83,91      | 12.        | kiesett    | kiesett    | kiesett    | kiesett    | kiesett    | 18.      |
| Thomas Lambert | Férfi       | 96,83      | 13.        | 89,38      | 8.         | kiesett    | kiesett    | kiesett    | kiesett    | kiesett    | 14.      |
| Renato Ulrich  | Férfi       | 115,84     | 3. D       |            |            | 80,53      | 12.        | kiesett    | kiesett    | kiesett    | 12.      |
| Tanja Schaerer | Női         | 48,72      | 21.        | 77,17      | 8.         | kiesett    | kiesett    | kiesett    | kiesett    | kiesett    | 14.      |

Akrobatika
| Versenyző       | Versenyszám      | Selejtező | Selejtező  | Selejtező | Döntő    | Döntő    | Döntő    |
| Versenyző       | Versenyszám      | 1. futam  | 2. futam   | Hely.     | 1. futam | 2. futam | Helyezés |
| --------------- | ---------------- | --------- | ---------- | --------- | -------- | -------- | -------- |
| Joel Gisler     | Férfi félcső     | 60,80     | 2,60       | 18.       | kiesett  | kiesett  | kiesett  |
| Nils Lauper     | Férfi félcső     | 65,00     | 58,00      | 16.       | kiesett  | kiesett  | kiesett  |
| Yannic Lerjen   | Férfi félcső     | 67,60     | 29,60      | 14.       | kiesett  | kiesett  | kiesett  |
| Virginie Faivre | Női félcső       | 79,40     | 80,00      | 7.        | 74,40    | 78,00    | 4.       |
| Mirjam Jäger    | Női félcső       | 73,20     | 27,20      | 10.       | 71,20    | 16,00    | 8.       |
| Nina Ragettli   | Női félcső       | 18,00     | nem indult | 22.       | kiesett  | kiesett  | kiesett  |
| Elias Ambühl    | Férfi slopestyle | 58,00     | 65,80      | 22.       | kiesett  | kiesett  | kiesett  |
| Fabian Bösch    | Férfi slopestyle | 11,80     | 63,00      | 23.       | kiesett  | kiesett  | kiesett  |
| Kai Mahler      | Férfi slopestyle | 76,20     | 29,00      | 16.       | kiesett  | kiesett  | kiesett  |
| Luca Schuler    | Férfi slopestyle | 6,80      | 5,20       | 32.       | kiesett  | kiesett  | kiesett  |
| Camillia Berra  | Női slopestyle   | 74,40     | 74,80      | 10.       | 5,60     | 30,40    | 12.      |
| Eveline Bhend   | Női slopestyle   | 67,20     | 77,20      | 9.        | 58,40    | 63,20    | 9.       |

Krossz
| Versenyző      | Versenyszám | Selejtező     | Selejtező | Nyolcaddöntő       | Negyeddöntő        | Elődöntő | Döntő       | Helyezés |
| Versenyző      | Versenyszám | Idő           | Hely.     | Helyezés           | Helyezés           | Helyezés | Helyezés    | Helyezés |
| -------------- | ----------- | ------------- | --------- | ------------------ | ------------------ | -------- | ----------- | -------- |
| Alex Fiva      | Férfi       | nem ért célba | 30.       | 4.                 | kiesett            | kiesett  | kiesett     | 31.      |
| Armin Niederer | Férfi       | 1:17,39       | 8.        | 2.                 | 1.                 | 4.       | Kisdöntő 3. | 7.       |
| Michael Schmid | Férfi       | nem indult    | 32.       | 4. (nem indult)    | kiesett            | kiesett  | kiesett     | 32.      |
| Sanna Lüdi     | Női         | 1:22,37       | 6.        | 1.                 | 4. (nem ért célba) | kiesett  | kiesett     | 13.      |
| Jorinde Müller | Női         | 1:22,46       | 7.        | 4. (nem ért célba) | kiesett            | kiesett  | kiesett     | 25.      |
| Katrin Müller  | Női         | 1:23,85       | 12.       | 1.                 | 3.                 | kiesett  | kiesett     | 10.      |
| Fanny Smith    | Női         | 1:24,61       | 16.       | 2.                 | 2.                 | 4.       | Kisdöntő 4. | 8.       |

## Sífutás
Férfi
| Versenyző                                          | Versenyszám     | Selejtező | Selejtező | Negyeddöntő | Negyeddöntő | Elődöntő | Elődöntő | Döntő     | Döntő    |
| Versenyző                                          | Versenyszám     | Idő       | Hely.     | Idő         | Hely.       | Idő      | Hely.    | Idő       | Helyezés |
| -------------------------------------------------- | --------------- | --------- | --------- | ----------- | ----------- | -------- | -------- | --------- | -------- |
| Curdin Perl                                        | 15 km           |           |           |             |             |          |          | 40:27,8   | 22.      |
| Curdin Perl                                        | 30 km           |           |           |             |             |          |          | 1:10:22,4 | 27.      |
| Curdin Perl                                        | 50 km           |           |           |             |             |          |          | 1:47:31,3 | 12.      |
| Remo Fischer                                       | 50 km           |           |           |             |             |          |          | 1:47:44,2 | 22.      |
| Toni Livers                                        | 50 km           |           |           |             |             |          |          | 1:48:49,9 | 30.      |
| Jonas Baumann                                      | 15 km           |           |           |             |             |          |          | 40:33,2   | 24.      |
| Jonas Baumann                                      | 30 km           |           |           |             |             |          |          | 1:10:52,3 | 29.      |
| Dario Cologna                                      | 15 km           |           |           |             |             |          |          | 38:29,7   |          |
| Dario Cologna                                      | 30 km           |           |           |             |             |          |          | 1:08:15,4 |          |
| Dario Cologna                                      | 50 km           |           |           |             |             |          |          | 1:48:21,6 | 27.      |
| Dario Cologna                                      | Sprint          | 3:35,03   | 13.       | 4:39,69     | 6.          | kiesett  | kiesett  | kiesett   | 26.      |
| Joeri Kindschi                                     | Sprint          | 3:36,89   | 23.       | 3:47,94     | 5.          | kiesett  | kiesett  | kiesett   | 22.      |
| Jovian Hediger                                     | Sprint          | 3:42,34   | 47.       | kiesett     | kiesett     | kiesett  | kiesett  | kiesett   | 47.      |
| Roman Schaad                                       | Sprint          | 4:56,63   | 83.       | kiesett     | kiesett     | kiesett  | kiesett  | kiesett   | 83.      |
| Dario Cologna Gianluca Cologna                     | Csapatsprint    |           |           |             |             | 23:42,31 | 3.       | 23:35,90  | 5.       |
| Curdin Perl Jonas Baumann Remo Fischer Toni Livers | 4 × 10 km váltó |           |           |             |             |          |          | 1:30:33,8 | 7.       |

Női
| Versenyző                    | Versenyszám  | Selejtező | Selejtező | Negyeddöntő | Negyeddöntő | Elődöntő | Elődöntő | Döntő     | Döntő    |
| Versenyző                    | Versenyszám  | Idő       | Hely.     | Idő         | Hely.       | Idő      | Hely.    | Idő       | Helyezés |
| ---------------------------- | ------------ | --------- | --------- | ----------- | ----------- | -------- | -------- | --------- | -------- |
| Seraina Boner                | 30 km        |           |           |             |             |          |          | 1:12:35,0 | 9.       |
| Laurien van der Graaff       | Sprint       | 2:37,84   | 20.       | 2:37,95     | 5.          | kiesett  | kiesett  | kiesett   | 21.      |
| Bettina Gruber Seraina Boner | Csapatsprint |           |           |             |             | 17:02,14 | 4.       | 16:45,47  | 7.       |

## Síugrás
Férfi
| Versenyző          | Versenyszám | Selejtező | Selejtező | Selejtező | 1. ugrás | 1. ugrás | 1. ugrás | 2. ugrás | 2. ugrás | 2. ugrás | Összesítés | Összesítés |
| Versenyző          | Versenyszám | Táv       | Pont      | Hely.     | Táv      | Pont     | Hely.    | Táv      | Pont     | Hely.    | Pont       | Helyezés   |
| ------------------ | ----------- | --------- | --------- | --------- | -------- | -------- | -------- | -------- | -------- | -------- | ---------- | ---------- |
| Simon Ammann       | Normálsánc  | kiemelt   | kiemelt   | kiemelt   | 97,5     | 125,5    | 16.      | 98,5     | 121,1    | 18.      | 246,6      | 17.        |
| Simon Ammann       | Nagysánc    | kiemelt   | kiemelt   | kiemelt   | 125,5    | 113,2    | 29.      | 131,0    | 126,0    | 10.      | 239,2      | 23.        |
| Gregor Deschwanden | Normálsánc  | 99,0      | 111,7     | 23.       | 100,5    | 120,7    | 27.      | 96,5     | 118,6    | 21.      | 239,3      | 25.        |
| Gregor Deschwanden | Nagysánc    | 120,0     | 108,2     | 14.       | 134,5    | 130,3    | 6.       | 123,0    | 117,1    | 25.      | 247,4      | 14.        |

| Versenyző        | Versenyszám | 1. ugrás | 1. ugrás | 1. ugrás | 2. ugrás | 2. ugrás | 2. ugrás | Összesítés | Összesítés |
| Versenyző        | Versenyszám | Táv      | Pont     | Hely.    | Táv      | Pont     | Hely.    | Pont       | Helyezés   |
| ---------------- | ----------- | -------- | -------- | -------- | -------- | -------- | -------- | ---------- | ---------- |
| Bigna Windmüller | Normálsánc  | 96,0     | 112,3    | 20.      | 96,0     | 108,4    | 18.      | 220,7      | 18.        |

## Snowboard

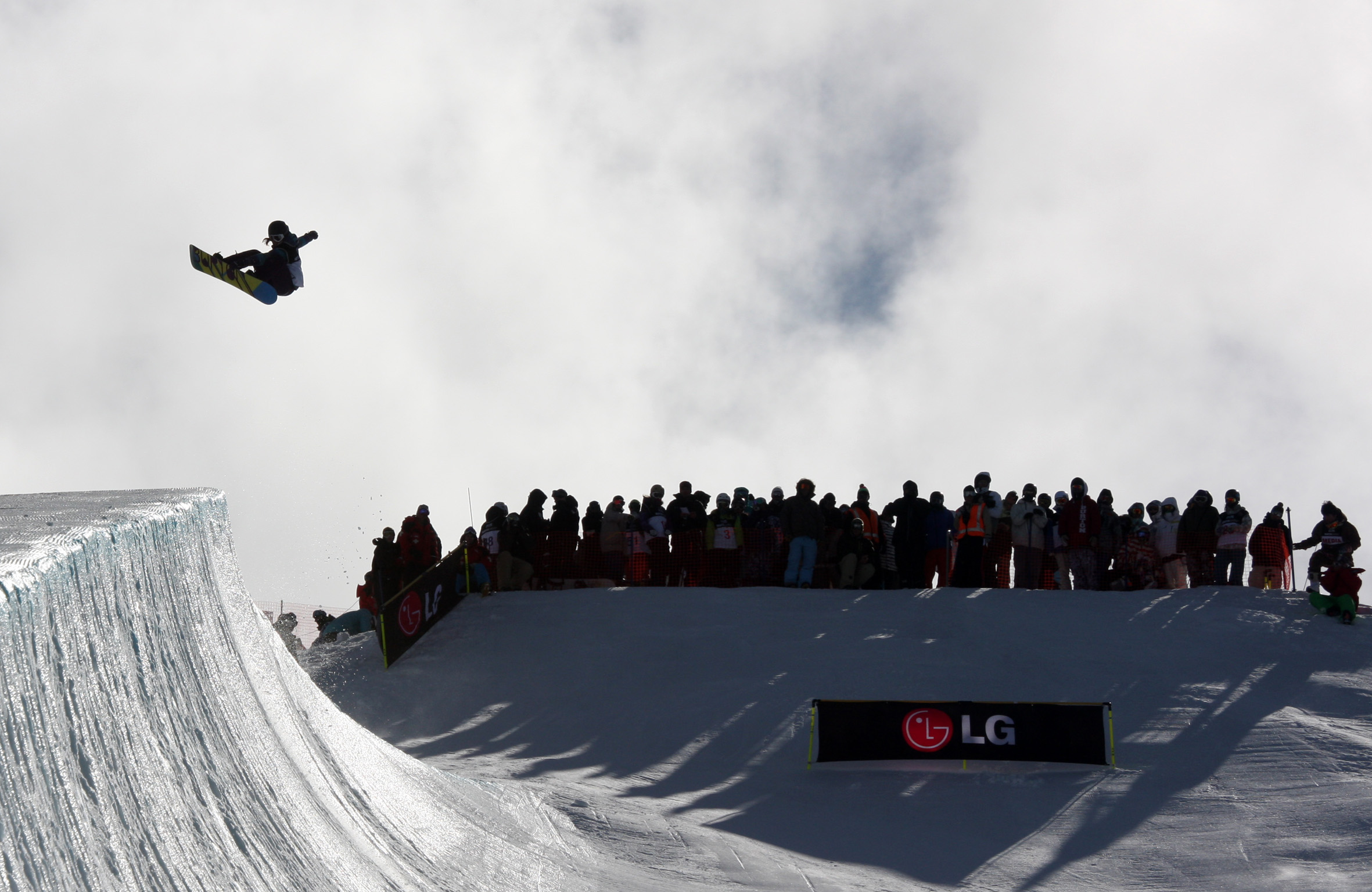
A női félcsőben induló Nadja Purtschert

Parallel
| Versenyző       | Versenyszám                 | Selejtező | Selejtező | Nyolcaddöntő                             | Negyeddöntő                        | Elődöntő                             | Döntő                            | Helyezés    |
| Versenyző       | Versenyszám                 | Idő       | Hely.     | Ellenfél Eredmény                        | Ellenfél Eredmény                  | Ellenfél Eredmény                    | Ellenfél Eredmény                | Helyezés    |
| --------------- | --------------------------- | --------- | --------- | ---------------------------------------- | ---------------------------------- | ------------------------------------ | -------------------------------- | ----------- |
| Kaspar Flütsch  | Férfi parallel slalom       | 59,38     | 8.        | Roland Fischnaller (ITA) · V +0,11       | kiesett                            | kiesett                              | kiesett                          | 10.         |
| Kaspar Flütsch  | Férfi parallel giant slalom | 1:37,82   | 7.        | Simon Schoch (SUI) · V +0,22             | kiesett                            | kiesett                              | kiesett                          | 11.         |
| Nevin Galmarini | Férfi parallel slalom       | 59,13     | 7.        | Sylvain Dufour (FRA) · GY kizárták       | Žan Košir (SLO) · V +0,20          | kiesett                              | kiesett                          | 7.          |
| Nevin Galmarini | Férfi parallel giant slalom | 1:39,47   | 13.       | Benjamin Karl (AUT) · GY –0,10           | Rok Marguč (SLO) · GY –0,09        | Žan Košir (SLO) · GY –1,36           | Vic Wild (RUS) · V +2,14         |             |
| Philipp Schoch  | Férfi parallel slalom       | kizárták  | –         | kiesett                                  | kiesett                            | kiesett                              | kiesett                          | helyezetlen |
| Philipp Schoch  | Férfi parallel giant slalom | 1:37,85   | 9.        | Žan Košir (SLO) · V +1,17                | kiesett                            | kiesett                              | kiesett                          | 12.         |
| Simon Schoch    | Férfi parallel slalom       | 59,08     | 6.        | Aaron March (ITA) · V kizárták           | kiesett                            | kiesett                              | kiesett                          | 9.          |
| Simon Schoch    | Férfi parallel giant slalom | 1:38,46   | 10.       | Kaspar Flütsch (SUI) · GY –0,22          | Vic Wild (RUS) · V +4,19           | kiesett                              | kiesett                          | 7.          |
| Ladina Jenny    | Női parallel slalom         | 1:05,96   | 24.       | kiesett                                  | kiesett                            | kiesett                              | kiesett                          | 24.         |
| Ladina Jenny    | Női parallel giant slalom   | 1:50,41   | 12.       | Marianne Leeson (CAN) · V +0,30          | kiesett                            | kiesett                              | kiesett                          | 14.         |
| Patrizia Kummer | Női parallel slalom         | 1:03,82   | 3.        | Amelie Kober (GER) · V +0,10             | kiesett                            | kiesett                              | kiesett                          | 9.          |
| Patrizia Kummer | Női parallel giant slalom   | 1:46,62   | 2.        | Jekatyerina Tugyegeseva (RUS) · GY –0,76 | Ester Ledecká (CZE) · GY –0,30     | Aljona Zavarzina (RUS) · GY kizárták | Tomoka Takeuchi (JPN) · GY –7,32 |             |
| Stefanie Müller | Női parallel slalom         | 1:05,64   | 18.       | kiesett                                  | kiesett                            | kiesett                              | kiesett                          | 18.         |
| Stefanie Müller | Női parallel giant slalom   | 1:51,98   | 17.       | kiesett                                  | kiesett                            | kiesett                              | kiesett                          | 17.         |
| Julie Zogg      | Női parallel slalom         | 1:03,92   | 4.        | Tomoka Takeuchi (JPN) · GY kizárták      | Julia Dujmovits (AUT) · V kizárták | kiesett                              | kiesett                          | 7.          |
| Julie Zogg      | Női parallel giant slalom   | 1:47,11   | 3.        | Ariane Lavigne (CAN) · V +0,12           | kiesett                            | kiesett                              | kiesett                          | 9.          |

Akrobatika
| Versenyző           | Versenyszám      | Selejtező | Selejtező | Selejtező | Elődöntő   | Elődöntő   | Elődöntő | Döntő    | Döntő    | Döntő    |
| Versenyző           | Versenyszám      | 1. futam  | 2. futam  | Hely.     | 1. futam   | 2. futam   | Hely.    | 1. futam | 2. futam | Helyezés |
| ------------------- | ---------------- | --------- | --------- | --------- | ---------- | ---------- | -------- | -------- | -------- | -------- |
| David Hablützel     | Férfi halfpipe   | 48,75     | 81,00     | 3. D      |            |            |          | 80,75    | 88,50    | 5.       |
| Christian Haller    | Férfi halfpipe   | 74,00     | 83,75     | 2. D      |            |            |          | 46,25    | 51,50    | 11.      |
| Iouri Podladtchikov | Férfi halfpipe   | 15,00     | 82,00     | 8.        | 87,50      | 41,25      | 1.       | 86,50    | 94,75    |          |
| Jan Scherrer        | Férfi halfpipe   | 43,50     | 69,75     | 9.        | nem indult | nem indult | –        | kiesett  | kiesett  | 18.      |
| Jan Scherrer        | Férfi slopestyle | 74,50     | 18,75     | 10.       | 64,25      | 23,50      | 11.      | kiesett  | kiesett  | kiesett  |
| Lucien Koch         | Férfi slopestyle | 32,00     | 29,25     | 12.       | 16,25      | 20,75      | 20.      | kiesett  | kiesett  | kiesett  |
| Ursina Haller       | Női halfpipe     | 69,00     | 74,75     | 5.        | 74,50      | 43,00      | 4.       | 48,75    | 26,75    | 12.      |
| Nadja Purtschert    | Női halfpipe     | 47,50     | 20,75     | 12.       | kiesett    | kiesett    | kiesett  | kiesett  | kiesett  | 23.      |
| Verena Rohrer       | Női halfpipe     | 34,50     | 31,50     | 13.       | kiesett    | kiesett    | kiesett  | kiesett  | kiesett  | 27.      |
| Sina Candrian       | Női slopestyle   | 58,25     | 36,50     | 9.        | 84,25      | 81,50      | 2.       | 77,25    | 87,00    | 4.       |
| Isabel Derungs      | Női slopestyle   | 82,50     | 87,50     | 1. D      |            |            |          | 58,50    | 15,25    | 8.       |
| Elena Könz          | Női slopestyle   | 86,25     | 38,00     | 3. D      |            |            |          | 24,50    | 54,50    | 9.       |

Snowboard cross
| Versenyző     | Versenyszám | Selejtező | Selejtező | Nyolcaddöntő | Negyeddöntő        | Elődöntő | Döntő    | Helyezés |
| Versenyző     | Versenyszám | Idő       | Hely.     | Helyezés     | Helyezés           | Helyezés | Helyezés | Helyezés |
| ------------- | ----------- | --------- | --------- | ------------ | ------------------ | -------- | -------- | -------- |
| Marvin James  | Férfi       | törölve   | törölve   | 3.           | 6. (nem ért célba) | kiesett  | kiesett  | 21.      |
| Tim Watter    | Férfi       | törölve   | törölve   | 2.           | 6. (kizárták)      | kiesett  | kiesett  | 21.      |
| Sandra Gerber | Női         | 1:24,10   | 10.       |              | 2.                 | kizárták | 4.       | 10.      |
| Simona Meiler | Női         | 1:25,17   | 20.       |              | 4.                 | kiesett  | kiesett  | 13.      |

## Szánkó
| Versenyző        | Versenyszám | 1. futam | 1. futam | 2. futam | 2. futam | 3. futam | 3. futam | 4. futam | 4. futam | Összesítés | Összesítés |
| Versenyző        | Versenyszám | Idő      | Hely.    | Idő      | Hely.    | Idő      | Hely.    | Idő      | Hely.    | Idő        | Helyezés   |
| ---------------- | ----------- | -------- | -------- | -------- | -------- | -------- | -------- | -------- | -------- | ---------- | ---------- |
| Gregory Carigiet | Férfi egyes | 52,775   | =11.     | 52,579   | 8.       | 52,274   | 12.      | 52,167   | 8.       | 3:29,795   | 12.        |
| Martina Kocher   | Női egyes   | 50,560   | 9.       | 50,454   | 7.       | 50,593   | 8.       | 50,559   | 8.       | 3:22,166   | 9.         |

## Szkeleton
| Versenyző        | Versenyszám | 1. futam | 1. futam | 2. futam | 2. futam | 3. futam | 3. futam | 4. futam | 4. futam | Összesítés | Összesítés |
| Versenyző        | Versenyszám | Idő      | Hely.    | Idő      | Hely.    | Idő      | Hely.    | Idő      | Hely.    | Idő        | Helyezés   |
| ---------------- | ----------- | -------- | -------- | -------- | -------- | -------- | -------- | -------- | -------- | ---------- | ---------- |
| Marina Gilardoni | Női         | 59,77    | 17.      | 59,79    | 18.      | 58,77    | 16.      | 58,41    | 7.       | 3:56,74    | 18.        |